# Primera División (Chile) 1951
Die Primera División 1951, auch unter dem Namen 1951 Campeonato Nacional de Fútbol Profesional bekannt, war die 18. Saison der Primera División, der höchsten Spielklasse im Fußball in Chile.
Die Meisterschaft gewann das Team von Unión Española, das sich im Entscheidungsspiel gegen Audax Italiano durchsetzen konnte. Es war der zweite Meisterschaftstitel für den Klub.

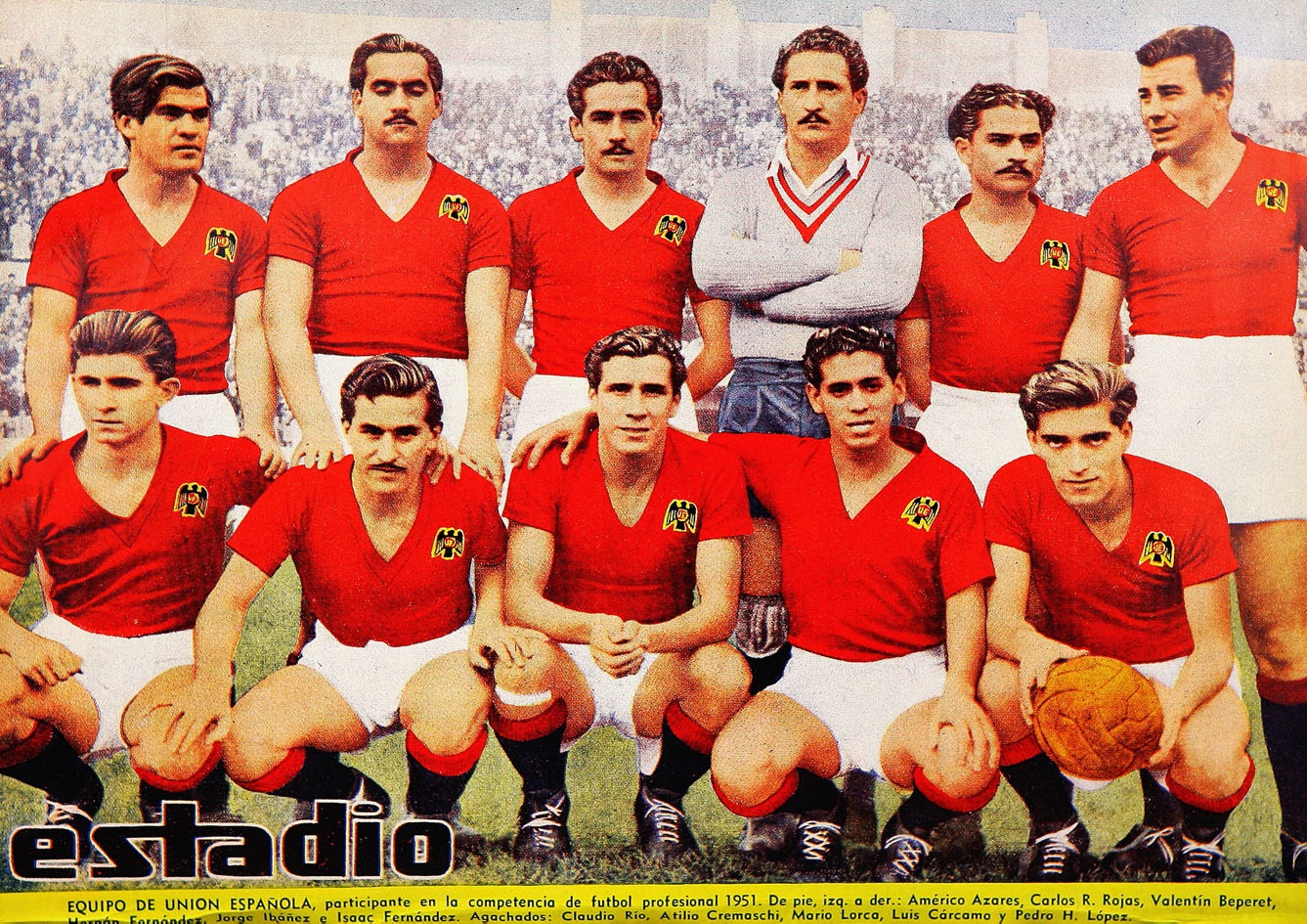
Das Meisterteam von Unión Española 1951

## Modus
Die zwölf Teams spielen jeder gegen jeden mit Hin- und Rückspiel. Die ersten sechs Teams qualifizieren sich für die Meisterrunde, die letzten sechs Teams spielen in der Abstiegsrunde. Die Teams der jeweiligen Runden spielen einfach gegen die anderen Teams. Die Ergebnisse werden zu der Ligatabelle addiert. Sieger ist das Team der Meisterrunde mit den meisten Gesamtpunkten. Sind die beiden besten Teams punktgleich, so gibt es ein Entscheidungsspiel. Der Tabellenletzte steigt in die zweite Liga ab, allerdings können Gründungsmitglieder nicht absteigen.

## Teilnehmer
Die zwölf Teams der Vorsaison nahmen auch wieder in dieser Saison teil. Neun Teams kamen aus der Hauptstadt Santiago, dazu spielten die Santiago Wanderers aus Valparaíso, Everton aus Viña del Mar und Deportes Iberia aus Conchalí in der Liga.

## Tabelle
| Pl.                       | Verein               | Sp. | S  | U | N  | Tore    | Diff. | Punkte |
| ------------------------- | -------------------- | --- | -- | - | -- | ------- | ----- | ------ |
| 1.                        | Audax Italiano       | 22  | 13 | 4 | 5  | 044:290 | +15   | 30     |
| 2.                        | Everton (M)          | 22  | 12 | 5 | 5  | 054:360 | +18   | 29     |
| 3.                        | CSD Colo-Colo        | 22  | 11 | 6 | 5  | 045:350 | +10   | 28     |
| 4.                        | Unión Española       | 22  | 11 | 5 | 6  | 053:440 | +9    | 27     |
| 5.                        | Santiago Morning     | 22  | 11 | 4 | 7  | 050:300 | +20   | 26     |
| 6.                        | Universidad de Chile | 22  | 8  | 9 | 5  | 033:320 | +1    | 25     |
| 7.                        | Universidad Católica | 22  | 9  | 6 | 7  | 046:340 | +12   | 24     |
| 8.                        | Deportes Iberia      | 22  | 9  | 2 | 11 | 044:430 | +1    | 20     |
| 9.                        | Santiago Wanderers   | 22  | 6  | 6 | 10 | 035:390 | −4    | 18     |
| 10.                       | CD Magallanes        | 22  | 5  | 5 | 12 | 037:570 | −20   | 15     |
| 11.                       | Ferrobadminton       | 22  | 4  | 3 | 15 | 033:650 | −32   | 11     |
| 12.                       | CD Green Cross       | 22  | 4  | 3 | 15 | 030:600 | −30   | 11     |
| Quelle: , Stand: Endstand |                      |     |    |   |    |         |       |        |

## Tabelle Meisterrunde
| Pl. | Verein               | Sp. | S | U | N | Tore    | Diff. | Punkte |
| --- | -------------------- | --- | - | - | - | ------- | ----- | ------ |
| 1.  | Unión Española       | 5   | 4 | 1 | 0 | 019:100 | +9    | 09     |
| 2.  | Audax Italiano       | 5   | 3 | 0 | 2 | 011:130 | −2    | 06     |
| 3.  | Universidad de Chile | 5   | 2 | 1 | 2 | 005:600 | −1    | 05     |
| 4.  | CSD Colo-Colo        | 5   | 2 | 0 | 3 | 007:700 | ±0    | 04     |
| 5.  | Santiago Morning     | 5   | 2 | 0 | 3 | 011:120 | −1    | 04     |
| 6.  | Everton (M)          | 5   | 1 | 0 | 4 | 009:140 | −5    | 02     |

## Tabelle Abstiegsrunde
| Pl. | Verein               | Sp. | S | U | N | Tore    | Diff. | Punkte |
| --- | -------------------- | --- | - | - | - | ------- | ----- | ------ |
| 1.  | CD Green Cross       | 5   | 4 | 0 | 1 | 013:700 | +6    | 08     |
| 2.  | CD Magallanes        | 5   | 3 | 1 | 1 | 011:800 | +3    | 07     |
| 3.  | Santiago Wanderers   | 5   | 2 | 2 | 1 | 007:700 | ±0    | 06     |
| 4.  | Ferrobadminton       | 5   | 2 | 0 | 3 | 011:130 | −2    | 04     |
| 5.  | Deportes Iberia      | 5   | 1 | 1 | 3 | 012:140 | −2    | 03     |
| 6.  | Universidad Católica | 5   | 1 | 0 | 4 | 013:180 | −5    | 02     |

## Gesamttabelle
| Pl.                       | Verein               | Sp. | S  | U  | N  | Tore    | Diff. | Punkte |
| ------------------------- | -------------------- | --- | -- | -- | -- | ------- | ----- | ------ |
| 1.                        | Unión Española       | 27  | 15 | 6  | 6  | 072:540 | +18   | 36     |
| 2.                        | Audax Italiano       | 27  | 16 | 4  | 7  | 055:420 | +13   | 36     |
| 3.                        | CSD Colo-Colo        | 27  | 13 | 6  | 8  | 052:420 | +10   | 32     |
| 4.                        | Everton (M)          | 27  | 13 | 5  | 9  | 063:500 | +13   | 31     |
| 5.                        | Santiago Morning     | 27  | 13 | 4  | 10 | 061:420 | +19   | 30     |
| 6.                        | Universidad de Chile | 27  | 10 | 10 | 7  | 038:380 | ±0    | 30     |
| 7.                        | Universidad Católica | 27  | 10 | 6  | 11 | 059:520 | +7    | 26     |
| 8.                        | Santiago Wanderers   | 27  | 8  | 8  | 11 | 042:460 | −4    | 24     |
| 9.                        | Deportes Iberia      | 27  | 10 | 3  | 14 | 056:570 | −1    | 23     |
| 10.                       | CD Magallanes        | 27  | 8  | 6  | 13 | 048:650 | −17   | 22     |
| 11.                       | CD Green Cross       | 27  | 8  | 3  | 16 | 043:670 | −24   | 19     |
| 12.                       | Ferrobadminton       | 27  | 6  | 3  | 18 | 044:780 | −34   | 15     |
| Quelle: , Stand: Endstand |                      |     |    |    |    |         |       |        |

## Entscheidungsspiel
Durch die Punktgleichheit am Ende der Saison wurde die Meisterschaft durch ein Entscheidungsspiel entschieden.
| Datum      |                | Ergebnis  |                | Ort                        |
| ---------- | -------------- | --------- | -------------- | -------------------------- |
| 13.12.1951 | Unión Española | 1:0 (0:0) | Audax Italiano | Estadio Nacional, Santiago |

Vor 41.877 Zuschauern schoss Mario Lorca per Elfmeter das entscheidende Tor in der 74. Spielminute und verhalf Unión Española zum zweiten Meistertitel seiner Geschichte.

## Beste Torschützen
| Rang | Spieler        | Klub             | Tore |
| ---- | -------------- | ---------------- | ---- |
| 1    | Rubén Aguilera | Santiago Morning | 21   |
|      | Carlos Tello   | Audax Italiano   | 21   |